# مجلس آل جميل
مجلس آل جميل من مجالس بغداد الثقافية والعلمية وكان يحضره العلماء والفقهاء في مسجد آل جميل الكائن في محلة قنبر علي في بغداد، يتداولون فيه أمور الفتوى في العلم والأدب والدين، ومن الوعاظ القائمين بهذا المجلس مفتي العراق الشيخ عبد الغني آل جميل، وأبنه من بعده الشيخ محمد آل جميل وعائلة آل جميل من عوائل بغداد والتي لها دور بارز في تاريخ العراق، وآل جميل أصل سكناهم في سوريا ثم نزحوا عنها وسكنوا في حديثة في محافظة الأنبار غرب العراق، وبعدها سكنوا بغداد.

ومن أعلام هذا المجلس عيسى غياث الدين آل جميل، الذي كان ضليعاً في عالم السياسة. حيث تقلد مديرية معارف بغداد عام 1311هـ/1894م، وتوفي عام 1912، وأعقبه فخر الدين آل جميل، ومن هذه الأسرة أيضاً مصطفى وفي بن عبد الغني آل جميل الذي كان تقياً زاهداً وتوفي في رمضان من عام 1324هـ/1906م، ومن هذه الأسرة العلامة الفقيه والمحدث عبد الجليل بن أحمد آل جميل حيث كان عضواً في المجلس العلمي السابق ومدرس في مدرسة الآصفية وله مؤلفات قيمة وتوفي في عام 1377هـ/1957م، ثم أعقبه القاضي والحاكم عبد المجيد آل جميل الذي كان معروفاً بورعه ونزاهته، وأشتغل في عدة وظائف قضائية في بغداد، واعقبه ولده من بعده حسين جميل، المشهور في عالم السياسة والصحافة، وتقلد عدة مناصب مهمة في الدولة، ومنهم عبد القادر آل جميل المعروف بقاضي تمييز محكمة بغداد وعضو محكمة تمييز العراق، وبرز منهم الشاعر المشهور السيد حافظ آل جميل، وكانت لديهم مجالس عامرة في مختلف مساجد بغداد، حضرها الكثير من علماء بغداد ومنهم الشيخ محمود شكري الآلوسي، والشيخ العلامة محمد أمين الواعظ، وغيرهم.

وتوجد لدى آل جميل أملاك وعقارات كثيرة في بغداد وضواحيها ومنها في منطقة البتاوين حيث بنى فخر الدين آل جميل مستشفى قرب مبنى القصر الأبيض في فترة العهد الملكي على أرض يملكها وسمي الآن المستوصف باسم (مستوصف السعدون للرعاية الصحية) والآن محو أسمه من الذكر ولكن كبار السن من أهل بغداد والعارفين لهُ يسمونه مستشفى فخري الجميل.